# 5790 (année hébraïque)
5790 (hébreu : ה'תש"ץ , abbr. : תש"ץ) est une année hébraïque qui commencera à la veille au soir du 10 septembre 2029 et se finira le 27 septembre 2030. Cette année comptera 383 jours. Ce sera une année embolismique dans le cycle métonique, avec deux mois de Adar - Adar I et Adar II. Ce sera la première année depuis la dernière année de chemitta.
En l'an 5790, l'État d'Israël fêtera ses 82 ans d'indépendance.

## Calendrier
Ce calendrier hébraïque de l'année 5790 donne les correspondances avec les dates du calendrier grégorien.
Le premier nombre dans chaque case correspond au jour du mois hébraïque. Les jours en couleurs sont des jours remarquables juifs ou israéliens.
| ◄◄ | 5790 | ►► |

## Décès
5785 - 5786 - 5787 - 5788 - 5789 - 5790 - 5791 - 5792 - 5793 - 5794 - 5795